# آلتادیس
آلتادیس (انگلیسی: Altadis) یک شرکت چندملیتی اسپانیایی-فرانسوی  تامین کننده و تولید کننده سیگار ، تنباکو و سیگار برگ است. این شرکت در سال 1999 از طریق ادغام Tabacalera ، انحصار سابق تنباکو اسپانیا ، SEITA و انحصار سابق تنباکو فرانسه تشکیل شد. 
در آگوست 2000، Consolidated Cigar و Havatampa، متعلق به Tabacalera، ادغام شدند و آلتادیس را تشکیل دادند.  در سپتامبر 2000، آلتادیس 50 درصد از سهام انحصار دخانیات دولتی کوبا هابانوس را خریداری کرد.  در سال 2003، آلتادیس فروشنده اینترنتی 800-JR Cigar, Inc. ، یکی از بزرگترین خرده فروشان سیگار در ایالات متحده را خریداری کرد.
این شرکت در سال 2008 توسط غول دخانیات بریتانیایی امپریال توباکو (امپریال برندز کنونی) خریداری شد و به یکی از زیرمجموعه های آن تبدیل شد.
آلتادیس از طریق هلدینگ‌های بین‌المللی خود، از جمله Consolidated Cigar و هابانوس ، بزرگترین تولیدکننده سیگار برگ درجه یک در جهان و چهارمین تولیدکننده بزرگ تنباکو بود. 